# Мартин Чейз, Дебра
Дебра Мартин Чейз (англ. Debra Martin Chase, род. 11 октября 1956) — американский продюсер и бывший адвокат, двукратный номинант на премию «Эмми». Чейз считается первой афро-американской женщиной, которая управляет собственной производственной компанией и сотрудничает с крупными голливудскими студиями. Она владеет своей компанией Martin Chase Productions и тесно сотрудничает с The Walt Disney Company с конца девяностых. В августе 2012 года она подписала двухлетний эксклюзивный контракт с ABC Studios на производство телепроектов, первым из которых станет современная интерпретация романа Чарльза Диккенса «Большие надежды».

## Фильмография
- 1995 — Хэнк Аарон: Догоняя мечту / Hank Aaron: Chasing the Dream
- 1996 — Мужество в бою / Courage Under Fire
- 1996 — Жена священника / The Preacher’s Wife
- 1997 — Золушка / Cinderella
- 2001 — Дневники принцессы / The Princess Diaries
- 2003 — Чита Гёрлз / The Cheetah Girls
- 2004 — Дневники принцессы 2: Как стать королевой / The Princess Diaries 2: Royal Engagement
- 2005 — Джинсы-талисман / The Sisterhood of the Traveling Pants
- 2003—2006 — Миссия ясновидения / 1-800-Missing
- 2006 — Чита Гёрлз в Барселоне / The Cheetah Girls 2
- 2008 — Джинсы-талисман 2 / The Sisterhood of the Traveling Pants 2
- 2008 — Чита Гёрлз в Индии / The Cheetah Girls: One World
- 2009 — Byou 2
- 2010 — Просто Райт / Just Wright
- 2011 — Лимонадный рот / Lemonade Mouth
- 2012 — McKenna Shoots for the Stars
- 2012 — Блеск / Sparkle
- 2012 — Elixir
- 2013 — Dirty Dancing